# Горценьйо
Горценьйо, Ґорценьйо (італ. Gorzegno, п'єм. Gorzegn) — муніципалітет в Італії, у регіоні П'ємонт,  провінція Кунео.
Горценьйо розташоване на відстані близько 460 км на північний захід від Рима, 70 км на південний схід від Турина, 50 км на схід від Кунео.
Населення — 312 осіб (2014).

## Демографія
Населення за роками:

Станом на 1 січня 2023 року в муніципалітеті офіційно проживало 17 іноземців з 7 країн, серед них 5 громадян країн Євросоюзу.

## Сусідні муніципалітети
- Фейзольйо
- Левіче
- Момбаркаро
- Нієлла-Бельбо
- Прунетто